# Sölzert

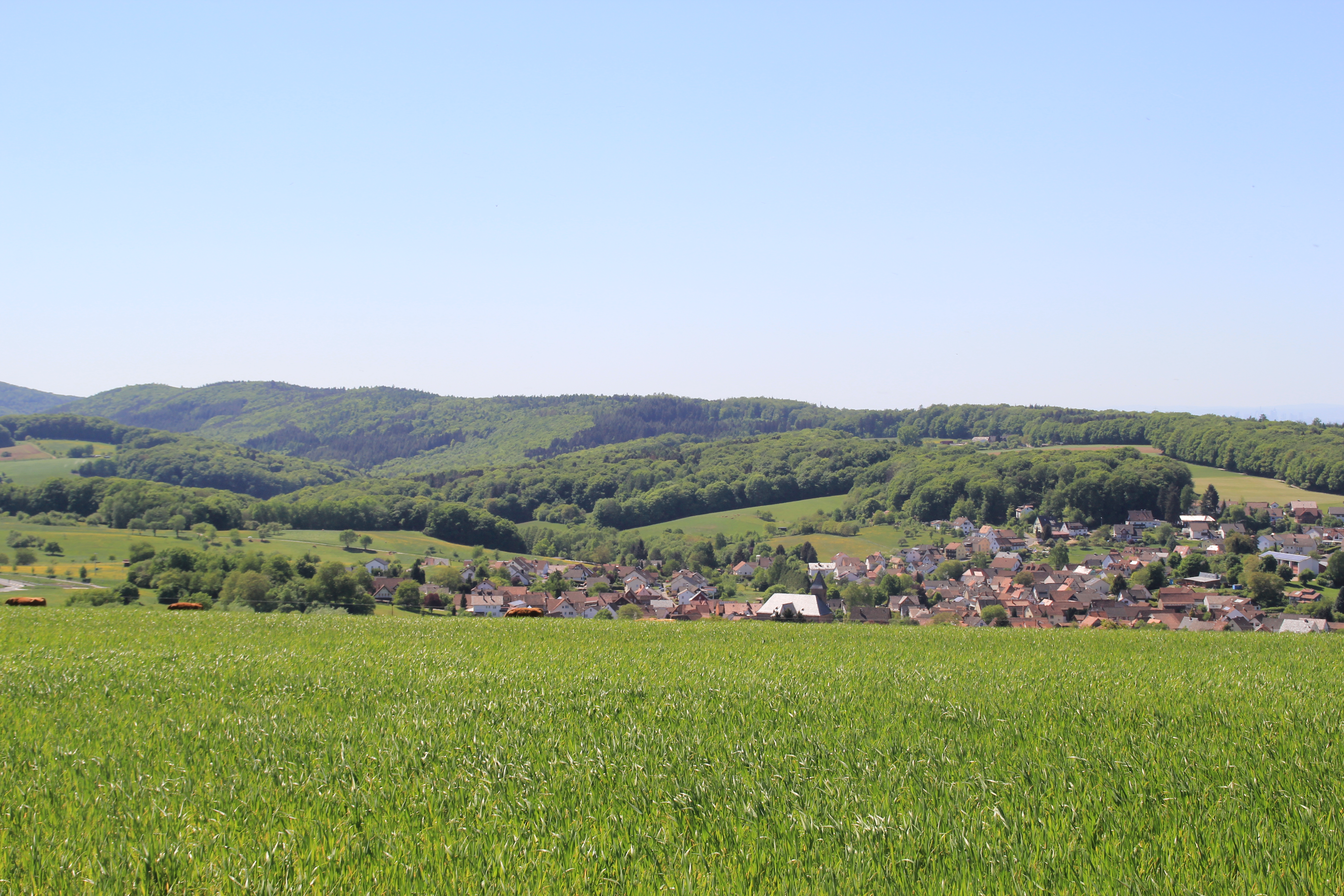
Die Sölzert von Geiselbach aus gesehen

Die Sölzert ist ein bewaldeter Höhenzug im nordwestlichen Spessart im Süden des Main-Kinzig-Kreises in Hessen und im Norden des Landkreises Aschaffenburg in Unterfranken. In Bayern wird für das Waldgebiet die Bezeichnung Sülzert verwendet. Der Heidkopf ist mit 371 m die höchste Erhebung der Sölzert.

## Geographie

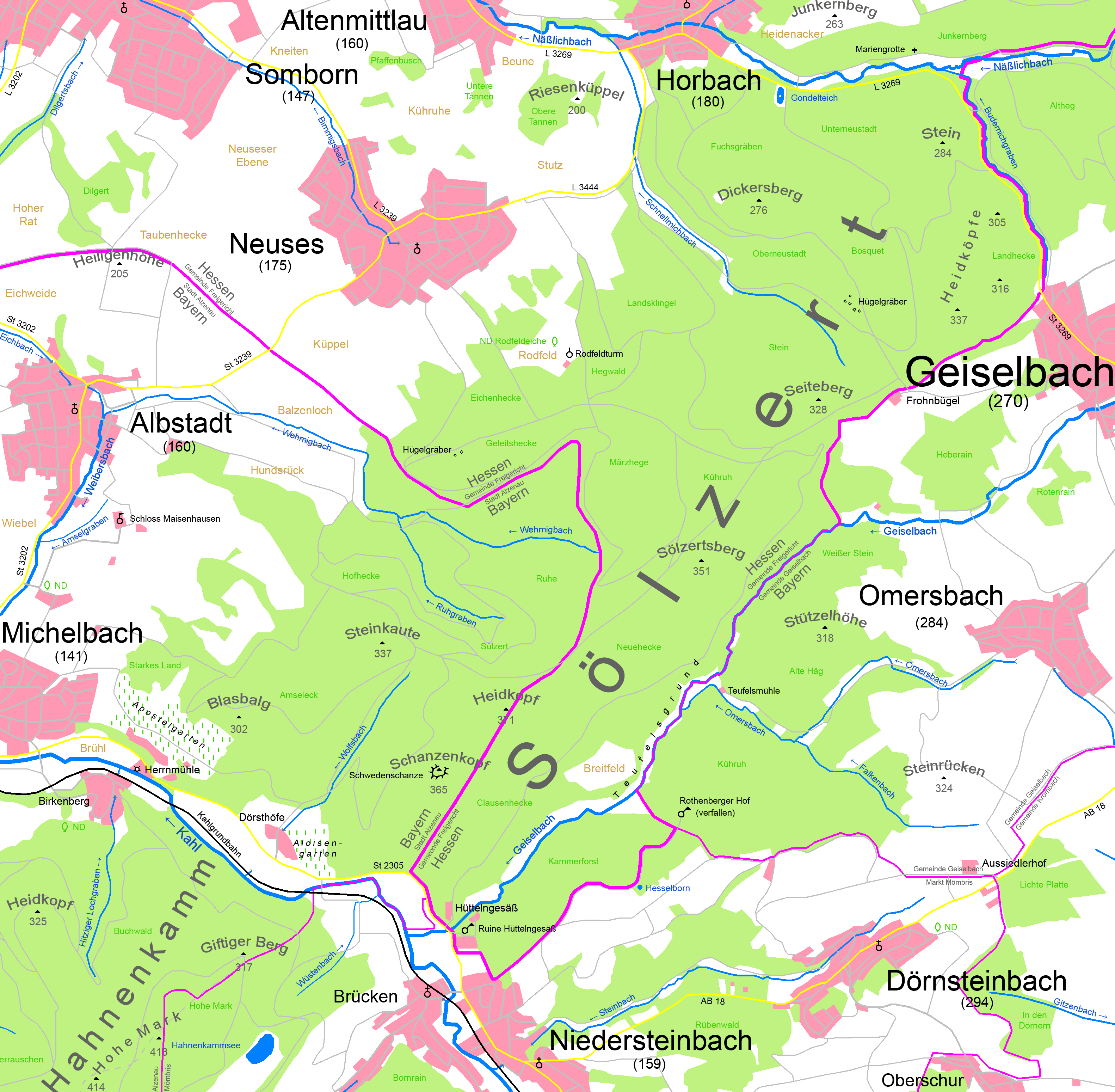
Karte der Sölzert

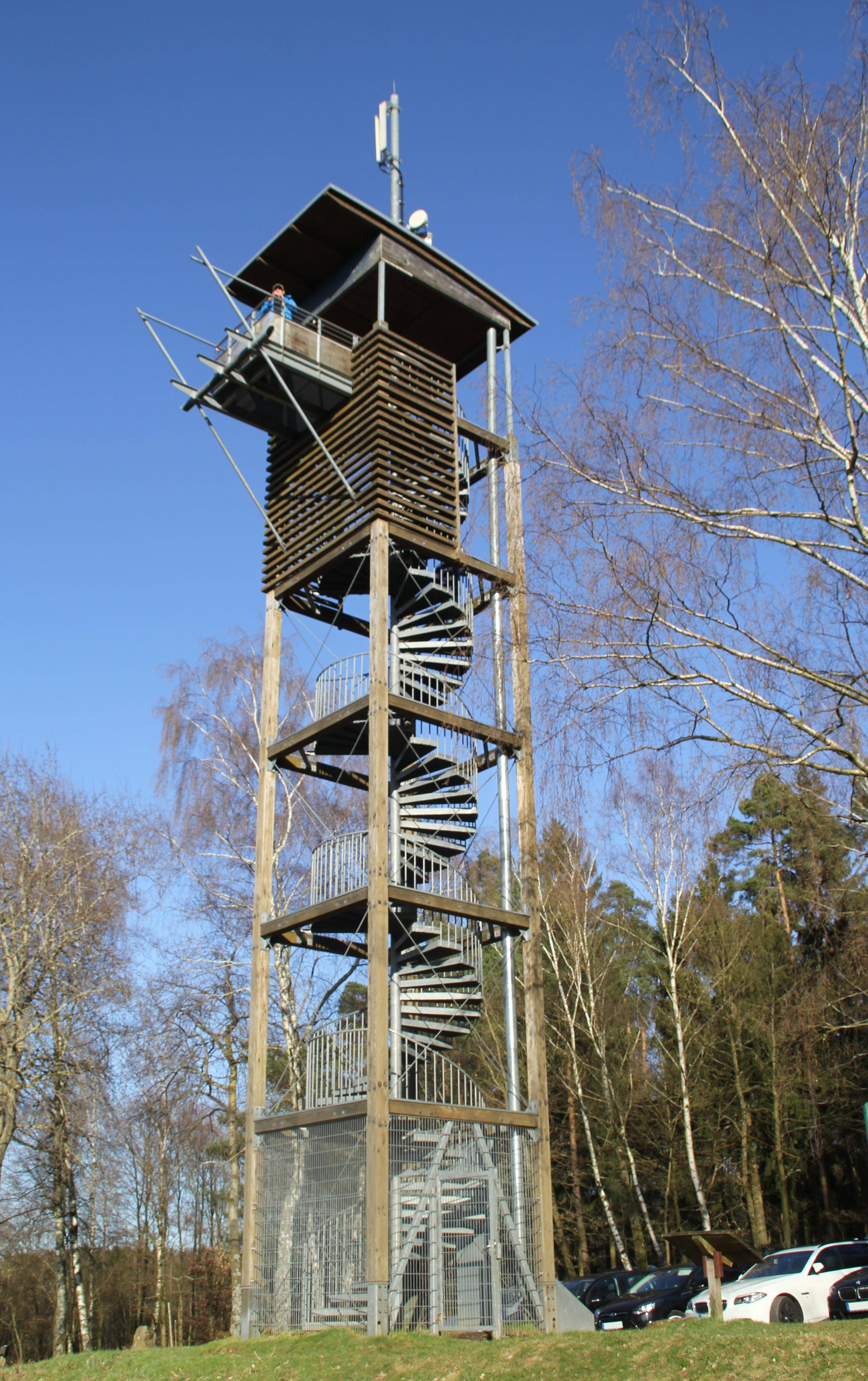
Der Rodfeldturm in der Sölzert bei Neuses

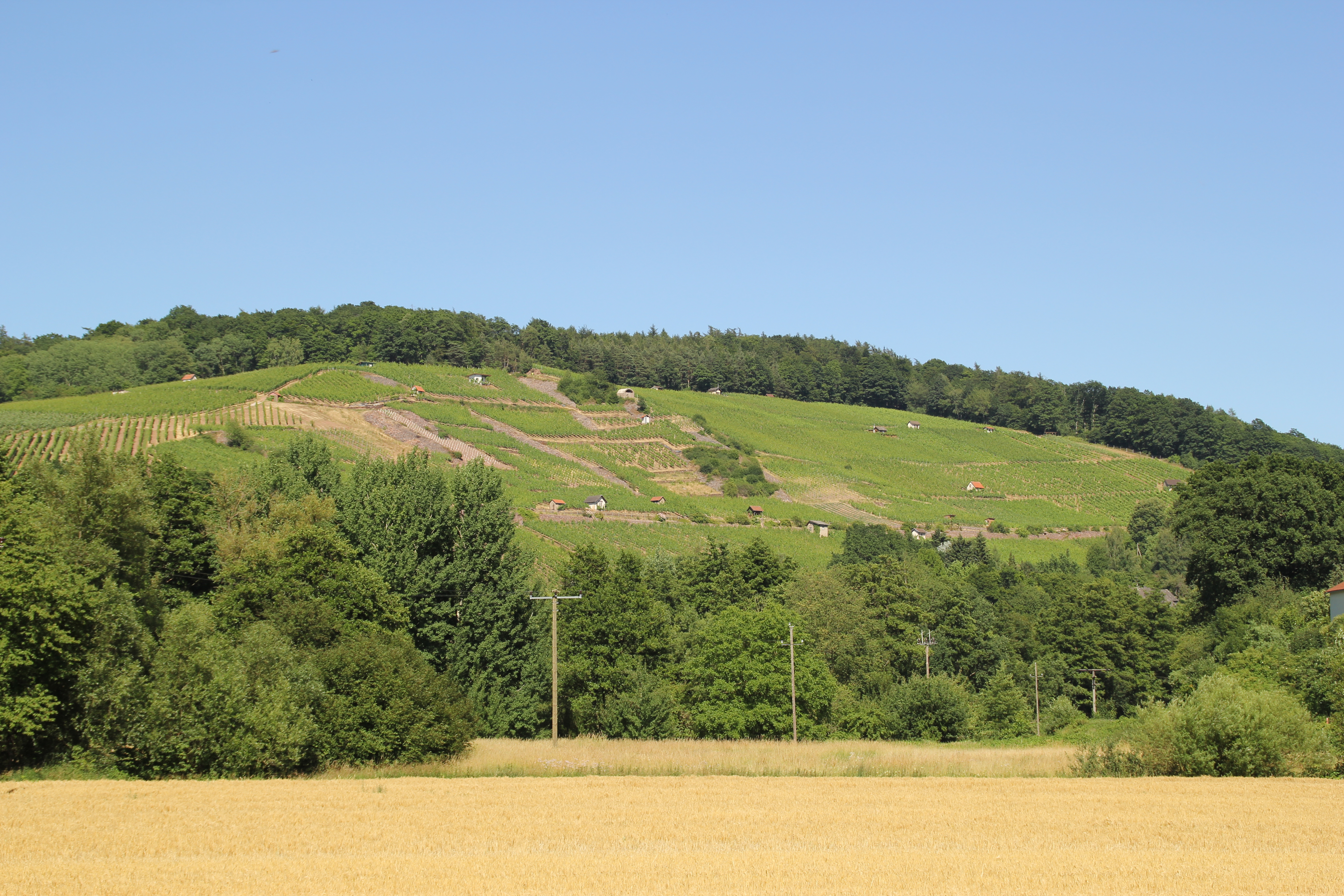
Der Weinberg Apostelgarten am Südrand der Sölzert (Blasbalg 302 m) bei Michelbach

Die Sölzert erstreckt sich vom Kahlgrund im Süden über den Schanzenkopf (365 m) und Heidkopf (371 m) nach Geiselbach im Norden. Dort wird sie vom Tal des Näßlichbaches begrenzt. Albstadt und Neuses grenzen im Westen. Um die Sölzert herum liegen die weiteren Ortschaften Horbach, Omersbach, Niedersteinbach und Michelbach. Anteil hat auch das Dorf Altenmittlau, dessen Ortsgemarkung sich über das Schnellmichbachtal in die Sölzert zieht.
Mitten über die Sölzert verläuft die Landesgrenze zwischen Hessen und Bayern, wobei das hessische Gebiet, das komplett zur Gemeinde Freigericht gehört, das größere ist. Der bayerische Bereich liegt größtenteils im Stadtgebiet von Alzenau. An der Ostseite wird die Sölzert vom dort verlaufenden Teufelsgrund begrenzt. Im Süden setzt sich der Höhenzug Sölzert, nur durch das dort sehr enge Kahltal getrennt, im Hahnenkammrücken (Giftiger Berg) fort.
Neben dem höchsten Gipfel der Sölzert befinden sich im Norden bei Geiselbach drei weitere mit dem Namen Heidkopf. Diese aneinanderliegenden Gipfel werden auf Karten Heidköpfe genannt.

### Nebengipfel
Haupt- und Nebengipfel der Sölzert sind:
| - Heidkopf 371 m ü. NHN - Schanzenkopf 365 m ü. NHN - Sölzertsberg 351 m ü. NHN - Heidköpfe 337 m ü. NHN - Steinkaute 337 m ü. NHN | - Seiteberg 328 m ü. NHN - Blasbalg 302 m ü. NHN - Stein 284 m ü. NHN - Dickersberg 276 m ü. NHN |

## Geschichte
Früher wurde das Waldgebiet von Hörstein bis Geiselbach die Hohe Mark genannt. Es handelte sich um ein Gelände von 3857 Morgen, die sich die vier Zentgerichte Wilmundsheim (heute Alzenau), Hörstein, Mömbris und Somborn teilten. Die Hohe Mark bestand aus zwei Teilgebieten, das eine nördlich, das andere südlich der Kahl. Das südliche Gebiet ist heute als Hahnenkamm bekannt, der nördliche Bereich wurde schon damals die Sölzert genannt.
Zwischen 1936 und 1937 wurde der Bunkergürtel der Wetterau-Main-Tauber-Stellung errichtet um das Deutsche Reich vor einem schnellen Angriff von Westen zu schützen, der zur Abspaltung der südlichen Hälfte Deutschlands hätte führen können. Diese Verteidigungslinie verlief auch über den nordwestlichen Hahnenkammhöhenzug. Alle Bunkeranlagen waren durchnummeriert. Im Bereich des Abschnittes Hahnenkamm (HK), der sich von Horbach bis Hörstein zog, mit der Nummer 134–161. Bei Michelbach, in der Nähe der Herrnmühle kann man am Rande der Staatsstraße 2305 noch Reste des gesprengten MG-Bunkers mit der Nummer 145 erkennen.

## Bauwerke und Sehenswürdigkeiten
- Im Nordosten der Sölzert liegt das Gehöft Frohnbügel.
- Auf der Westseite befindet sich in der Nähe von Neuses ein Gasthaus mit Aussichtsturm (Rodfeldturm) und bis Januar 2007 das Naturdenkmal Rodfeldeiche, die dem Orkan Kyrill zum Opfer fiel.
- Im Südwesten bei Michelbach liegt der Weinberg Apostelgarten (seit 1985 unter Denkmalschutz) mit seinen Weinberghäusern.
- Ganz im Süden befinden sich die Dörsthöfe.
- Im Bereich zwischen Geiselbach und Neuses gibt es einige als Kulturdenkmal ausgewiesene Hügelgräber aus der Jungsteinzeit als auch aus der frühen Eisenzeit.[2]
- Durch die Sölzert verläuft der historische Handelsweg Birkenhainer Straße sowie bis 2019 der Fränkische Marienweg.